# ورزشگاه دکتر نجم‌الدین شیخ‌اوغلو
ورزشگاه دکتر نجم‌الدین شیخ‌اوغلو (به ترکی استانبولی: Dr. Necmettin Şeyhoğlu Stadyumu) یک ورزشگاه فوتبال که در شهر قره‌بوک به سال ۱۹۷۴ با گنجایش استاندارد ۷۵۹۳ بنا شده‌است. در حال حاضر بازی‌های خانگی باشگاه فوتبال کاردمیر قره‌بوک‌اسپور در این ورزشگاه برگزار می‌شود.